# Who Are You: School 2015
Who Are You: School 2015 (en hangul, 후아유 - 학교 2015) también conocida en español como ¿Quién eres tú? - Escuela 2015, es una serie de televisión de Corea del Sur emitida originalmente en 2015 por KBS 2TV y protagonizada por Kim So Hyun, Yook Sungjae y Nam Joo Hyuk.
Fue emitida en su país de origen desde el 27 de abril hasta el 16 de junio de 2015, con una longitud de 16 episodios emitidos las noches de cada lunes y martes a las 22:00 (KST). Como la sexta temporada de «Escuela» iniciada en 1999, continúa con la misma línea, pero con situaciones y personajes totalmente diferentes. Es un drama coreano de suspenso.

## Argumento
Ko Eun-byul y Ko Eun-bi son huérfanas gemelas separadas al nacer. Eun-bi vive en la «Casa del amor», un orfanato en Tongyeong, provincia de Gyeongsang del Sur, donde los pequeños residentes del orfanato la admiran como una figura materna, especialmente Ra Jin, con la que mantiene una relación muy cercana. Sin embargo, ella les oculta que está sufriendo acoso escolar por parte de un grupo de chicas malas lideradas por Kang So-young, mientras que los maestros lo pasan por alto.
Por otro lado, Eun-byul estudia en la Escuela Secundaria Sekang, el más prestigioso centro privado en Gangnam-gu, Seúl. Las mejores amigas de ella son Cha Song-joo y Lee Si-jin. También comparte una atracción mutua con Han Yi-an, el nadador estrella de la escuela, con quien mantiene amistad desde que ambos tenían ocho años.
Eun-bi y Eun-byul son físicamente iguales, pero solo Eun-byul es consciente de la existencia de su hermana. Ambas gemelas poseen personalidades totalmente opuestas, Eun-bi es un alegre y comprensiva, en cambio Eun-byul es malhumorada y hermética.
Un día, durante una excursión escolar a Tongyeong, Eun-byul desaparece misteriosamente. Al mismo tiempo, Eun-bi es expulsada injustamente de su escuela e intenta suicidarse saltando de un puente. Diez días más tarde, herida y amnésica, Eun-bi es identificada erróneamente como Eun-byul, sin tener conciencia de quién es en realidad. La madre adoptiva de Eun-byul la lleva a su casa a Seúl, donde comienza a vivir en el lugar de su hermana.
De pronto, Eun-bi recupera su memoria y comienza a enfrentarse a muchos desafíos, entre ellos Kang So-young (la líder de sus acosadores en Tongyeong), que ha sido transferida a la Escuela Secundaria Sekang y trata de revelar su verdadera identidad, así como intentar su expulsión con la ayuda de su padre, un abogado fiscal. Afortunadamente, Gong Tae-kwang, compañero de clase de Eun-bi y el rebelde sin causa de la escuela, la protege siempre en los intentos de So-young de intimidarla.
Aparte de todo esto, también tiene que afrontar algo del pasado de Eun-byul, la muerte de una de las amigas de la infancia de esta; este suceso había sido ocultado durante un año hasta la aparición de su hermana.
Eun-bi confiesa a Tae-kwang su verdadera identidad y éste se convierte en la única persona en la que Eun-bi puede confiar. Nadie sabe que ha pasado con la otra hermana y tanto Eun-bi como su madre la dan por muerta, ya que se había encontrado un cuerpo con el nombre de Eun-bi y suponen que es Eun-byul.
Pero un día Eun-byul regresa a su casa y su madre se sorprende pensando que es Eun-bi pero al confirmar que es su hija supuestamente muerta empieza a llorar y Eun-bi ve a su hermana y Eun-byul regresa a su vida normal y enfrenta a So-young y esta se sorprende a la reacción de ella pensando aún que es Eun-bi pero poco después se entera de que Eun-byul esta viva y volvió, trata de humillar a ambas pero ellas la humillan a ella y termina siendo expulsada de la escuela Sekang, todos se enteran de que Eun-bi fue Eun Byul por un tiempo y lo toman bien pero el amigo de infancia de Eun-byul cambió sin darse cuenta sus sentimientos que tenía hacia su mejor amiga a su hermana pero Tae-kwang también está enamorado de ella, ambos luchan por su amor y se convierte en un triángulo amoroso la cual ella solo elegirá a uno.
Eun-bi tiene que aclarar quién es ella, si las personas que la rodeaban la querían por lo que es o por el simple hecho de hacerse llamar Eun-byul, así que decide mudarse junto con su hermana gemela y su madre, al despedirse Yi-an le da una medalla que significa la relación que tenían y el día en el que ella volviera tendría que devolverle esa medalla ya que era muy importante para él. Luego de seis meses, Eun-bi regresa a la secundaria Sekang, pero esta vez con su verdadero nombre, mientras que Eun-byul cumplía uno de sus sueños, ir a estudiar al extranjero. Al encontrarse con Yi-an ella le devuelve la medalla, en símbolo de que lo había elegido a él.  

## Reparto

### Principal
- Yook Sung-jae como Gong Tae-kwang.
- Kim So-hyun como Ko Eun-bi / Ko Eun-byul.
- Nam Joo-hyuk como Han Yi-an.

### Secundario
- Cho Soo-hyang como Kang So-young.

Familia de Eun-byul
- Jeon Mi-sun como Song Mi-kyung.

Familia de Yi-an
- Lee Dae-yeon como Han Ki-choon.

Familia de Tae-kwang
- Jeon No-min como Gong Jae-ho.
- Choi Soo-rin como Song Hee-young.

Familia de Min-joon
- Kim Jung-nan como Shin Jung-min.
- Jung In-gi como Park Joon-hyung.

Familia de Si-jin
- Kim Se-ah como Shin Yi-young.

Familia de So-young
- Cho Deok-hyun como Kang Il-san.
- Jung Jae-eun como la madre de So-young.

Trabajadores de escuela
- Lee Hee-do como el subdirector.
- Shin Jung-keun como el tutor de la clase.
- Jung Soo-young como Ahn Joo-ri.
- Lee Si-won como Jung Min-young.
- Choi Dae-cheol como el profesor de natación.
- Sam Hamington como el profesor de inglés.
- Kim Jin-yi como la enfermera.

Clase 2-3
- Lee Pil-mo como Kim Joon-seok.
- Lee David como Park Min-joon.
- Park Doo-shik como Kwon Ki-tae.
- Yooyoung como Cho Hae-na.
- Jang In-seop como Sung Yoon-jae.
- Kim Bo-ra como Seo Young-eun.
- Kim Min-seok como Min Seok.
- Choi Hyo-eun como Hyo Eun.
- Lee Jin-kwon como Jin Kwon.
- Ji Ha-yoon como Ha Yoon.
- Park Ah-sung como Ah Sung.
- Seo Cho-won como Cho Won.
- Cho Byung-kyoo como Byung Kyoo.
- Kwon Eun-soo como Eun Soo.
- Oh Woo-jin como Woo Jin.
- Jung Ye-ji como Ye Ji.
- Lee Seung-ho como Seung Ho.
- Han Sung-yeon como Sung Yeon.[4]

### Otros
- Yang Hee Kyung como Park Min Kyung (Aparición especial; ep. 1, 4).
- Lee Jae In como La Jin.
- Lee Hyun Kyun (Aparición especial; ep. 1, 6, 9, 13).
- Park Hwan Hee como Kim Kyun Jin (Aparición especial; ep. 1).
- Shin Seung Joon (Aparición especial; ep.1, 16).
- Lee Ho Geun (Aparición especial; ep. 1, 16).
- Park Young Soo (Aparición especial; ep. 2).
- Kim Min Young como Lee Soo Mi (Aparición especial; ep. 1, 5~6).
- Lee Jung Eun como Madre de Young Eun (Aparición especial, ep. 2~3).
- Yum Kyung Hwan como Kam Dok (Aparición especial; ep. 6).
- Kim Ka Young como Ka Young (Aparición especial; ep. 6).
- Lee Kang Min (Aparición especial; ep. 2,4~5,11,16).
- Yoo See Hyung (Aparición especial; ep.2,4~5,11,16).
- Choi Kyoo Hwan (Aparición especial; ep. 9).
- Jung Hee Joon (Aparición especial; ep. 9).
- Jung In Seo (Aparición especial; ep. 12).
- Yoon Chae In (Aparición especial; ep. 1~14).
- Bae Soo-bin como un profesor de aula (Aparición especial; ep. 16).
- Kim Min Kyu como un nadador.
- Oh Hee-joon como un repartidor de comida.

## Banda sonora
- Tiger JK (feat. Jinsil (Mad Soul Child)) - «Reset»
- BaeChiGi (feat. Punch) - «Fly With The Wind»
- Yoon Mi Rae - «I’ll Listen To What You Have To Say»
- Byul - «Remember»
- Younha - «Pray»
- Jonghyun y Taemin (SHINee) - «Your Name»
- Wendy (Red Velvet) (feat. Yuk Ji Dam) - «Return»
- Sung Jae (BTOB) (feat. Park Hye Soo) - «Love Song»

## Recepción
En azul la audiencia más baja y en rojo la más alta, correspondientes a las empresas medidoras TNms y AGB Nielsen.

### Audiencia
| Ep.      | Fecha de emisión    | Índice de audiencia | Índice de audiencia | Índice de audiencia | Índice de audiencia |
| Ep.      | Fecha de emisión    | TNmS Ratings        | TNmS Ratings        | AGB Nielsen         | AGB Nielsen         |
| Ep.      | Fecha de emisión    | Nacional            | Seúl                | Nacional            | Seúl                |
| -------- | ------------------- | ------------------- | ------------------- | ------------------- | ------------------- |
| 1        | 27 de abril de 2015 | 4.8 %               | 5.1 %               | 3.8 %               | 3.4 %               |
| 2        | 28 de abril de 2015 | 4.8 %               | 4.8 %               | 4.2 %               | 3.8 %               |
| 3        | 4 de mayo de 2015   | 6.5 %               | 6.6 %               | 4.1 %               | 4.1 %               |
| 4        | 5 de mayo de 2015   | 6.3 %               | 6.8 %               | 5.9 %               | 5.7 %               |
| 5        | 11 de mayo de 2015  | 6.7 %               | 7.4 %               | 5.0 %               | 5.6 %               |
| 6        | 12 de mayo de 2015  | 7.1 %               | 7.8 %               | 6.0 %               | 6.5 %               |
| 7        | 18 de mayo de 2015  | 7.3 %               | 8.0 %               | 6.0 %               | 6.4 %               |
| 8        | 19 de mayo de 2015  | 7.6 %               | 8.0 %               | 6.7 %               | 7.2 %               |
| 9        | 25 de mayo de 2015  | 7.8 %               | 8.9 %               | 6.8 %               | 7.0 %               |
| 10       | 26 de mayo de 2015  | 7.4 %               | 8.2 %               | 7.1 %               | 7.1 %               |
| 11       | 1 de junio de 2015  | 8.2 %               | 9.2 %               | 6.9 %               | 7.9 %               |
| 12       | 2 de junio de 2015  | 8.1 %               | 8.9 %               | 7.0 %               | 7.6 %               |
| 13       | 8 de junio de 2015  | 8.9 %               | 10.3 %              | 7.7 %               | 8.1 %               |
| 14       | 9 de junio de 2015  | 8.6 %               | 9.9 %               | 8.1 %               | 8.6 %               |
| 15       | 15 de junio de 2015 | 9.2 %               | 10.0 %              | 7.5 %               | 8.1 %               |
| 16       | 16 de junio de 2015 | 9.7 %               | 11.7 %              | 8.2 %               | 8.5 %               |
| Promedio | Promedio            | 7.4 %               | 8.2 %               | 6.3 %               | 6.6 %               |

## Emisión internacional
- Hong Kong: Now Entertainment (2016).
- Taiwán: GTV (2015).[7]